# 木下尚江
木下 尚江（假名：きのした なおえ。1869年10月12日—1937年11月5日），日本小說家、社會運動家。

## 生平
木下尚江出生於長野縣松本市的一個下級武士家庭，年幼時候受到民主思想的薰陶。
1888年畢業於東京專科學校法律科，擔任過記者、律師，並接受基督教的洗禮。
1891年發表文章和演說主張廢娼。
1898年率先提出普選權的要求。
1900年加入社会主義協会，在足尾銅礦中毒等事件中力主正義。1901年参与创建社会民主党。
1903年與幸德秋水等人創辦平民社，出版《平民新聞》，传播社會主義啟蒙思想。
1904年日俄戰争爆發后，因發表反戰文章《軍國時代的言論》被當局起訴。同年發表長篇小說《火柱》，塑造一个在反動勢力重壓下進行頑强鬥爭的基督教社會主義者的形象，表現作者的反戰思想和渴想社會改革的願望。其後發表的《丈夫的自白》，觸及更加廣泛的社會問題，對資本主義制度表示憎惡，也反映出作者思想的混亂和不安。
1905年跟安部海岸發行基督教社會主義的刊物《新紀元》。
1906年參加旧日本社会党。
1907年遭到政府鎮壓，退出政治舞台，宣佈歸依佛教，學習坐禪。
1911年幸德秋水遇害後，過著隱居遁世的生活，直到去世。

## 作品列表

### 小說
- 懺悔
- 乞丐
- 墳地
- 勞動
- 火宅

### 文集
- 飢渴

### 評傳
- 日蓮論
- 法然與親鸞
- 田中正造翁